# 沖縄県立中部農林高等支援学校
沖縄県立中部農林高等支援学校（おきなわけんりつ ちゅうぶのうりんこうとうしえんがっこう）は、沖縄県うるま市に所在する、軽度の知的障害のある生徒を対象とした高等部単独の特別支援学校である。沖縄県立中部農林高等学校と同一敷地内に位置する。2017年（平成29年）に開校した。

## 概要
本校は総合実務科を設置しており、各学年1学級（定員10名）で、全校生徒数は30名である。募集は沖縄県全域を対象に行われ、入学者選考では国語・数学・技術・体育の学力検査や面接などを実施する。体育や福祉の授業では沖縄県立中部農林高等学校の生徒と共同で学習を行う。寄宿舎や給食の設備はなく、制服や体育着は中部農林高等学校と同じものを着用している。

## 歴代校長一覧
| 順 | 校長名      | 就任年月日    | 離任年月日    |
| -- | ----------- | ------------- | ------------- |
| 1  | 与那嶺 国彦 | 2016年10月1日 | 2018年3月31日 |
| 2  | 新垣 博之   | 2018年4月1日  | 2019年3月31日 |
| 3  | 前川 守克   | 2019年4月1日  | 2021年3月31日 |
| 4  | 新垣 博之   | 2021年4月1日  |               |

## 所在地
〒904-2213　沖縄県うるま市字田場1570番地